# هيساو كوراماتا
هيساو كوراماتا (باليابانية: 倉又 寿雄) (مواليد 1 ديسمبر 1958)، هو لاعب كرة قدم ياباني سابق كان يلعب كمدافع.

## وصلات خارجية
- J.League Data Site (باليابانية)